# Pajotse boerentram

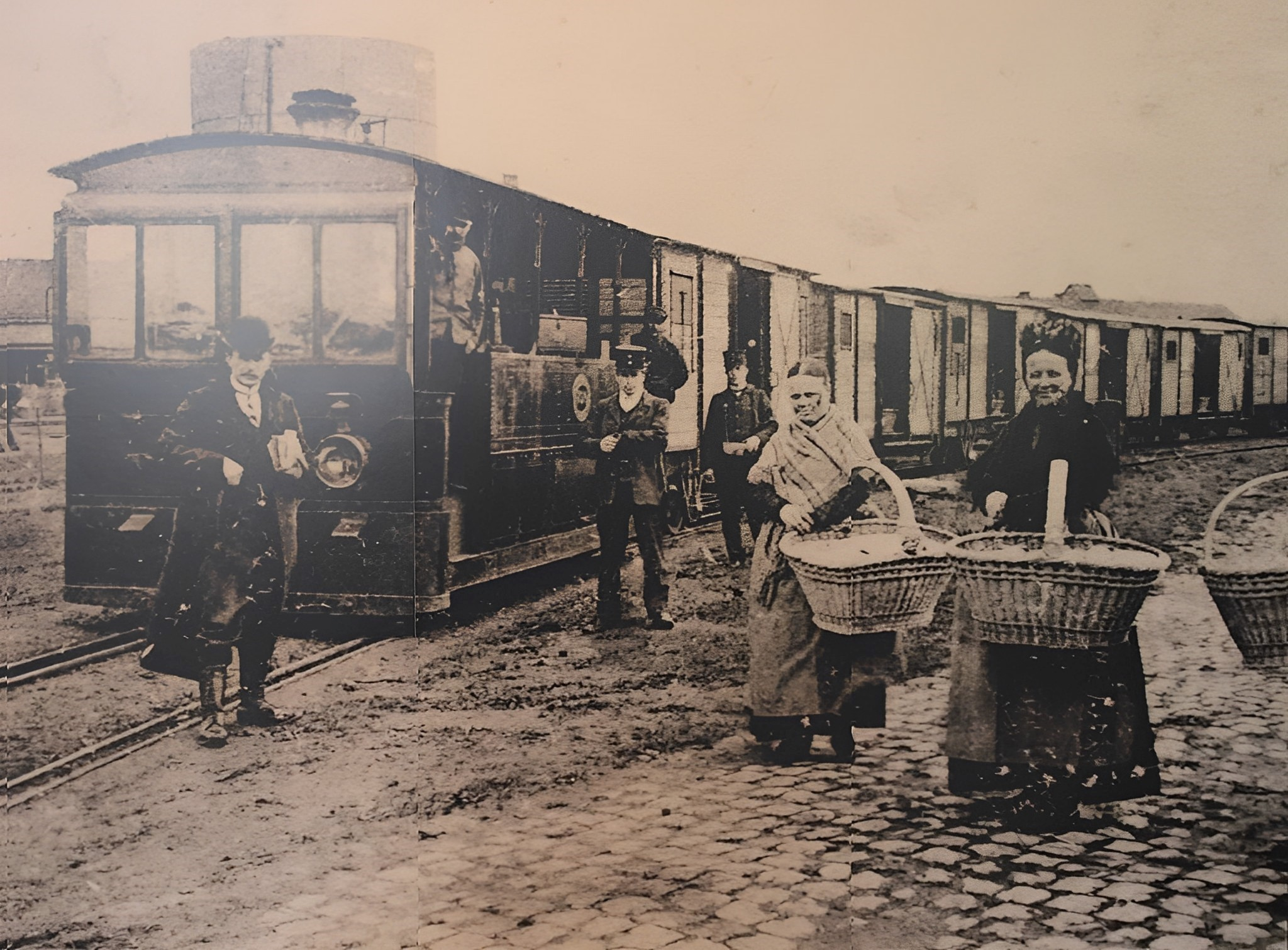
De Pajotse boerentram rond 1900

Met de Pajotse boerentram of Pajottentram wordt verwezen naar het tramnetwerk dat van 1888 tot 1972 het Belgische Pajottenland doorkruiste. De tram bracht mensen en goederen uit het heuvelachtige Pajottenland naar hoofdstad Brussel. De term 'boerentram' verwijst naar de landbouwers die hun koopwaren verkochten in de grootsteden.

## Geschiedenis

### Ontstaan eerste Pajotse tramlijn
Burgemeester G. Velge van Lennik zei dat elke hoofdplaats van een kanton en iedere belangrijke gemeente een spoorlijn heeft, behalve kanton Lennik. Een vergunningsaanvraag voor de exploitatie van een tramlijn volgde op 21 december 1885. Men koos voor het traject Brussel-Vlezenbeek-Lennik-Gooik-Herne-Edingen.

### Koninklijk besluit
Pas op 21 mei 1887 werd het koninklijk besluit goedgekeurd en gesteund door alle bediende gemeenten, de provincieraden Brabant en Henegouwen en hun bestendige deputaties. De aanleg diende binnen het jaar verwezenlijkt te worden. In 1888 werd de lijn in twee etappes geopend. Op 1 februari 1888 werd het gedeelte tussen het Grondwetsplein te Anderlecht en Sint-Kwintens-Lennik in gebruik genomen. Vanaf 22 september 1888 werd de verlenging tussen Sint-Kwintens-Lennik en Edingen geopend. De uitbating van de lijn gebeurde met stoomtrams door de S.A. pour l'Exploitation des Voies Ferrées en Belgique.

### Uitbreiding
Op 28 juni 1891 werd de noordelijke terminus van de lijn verlegd van het Grondwetplein naar het Rouppeplein, een verlenging van bijna een kilometer. In 1905 werd de stelplaats in Lennik vergroot en kreeg de lijn twee extra stoomlocomotieven, vijf reizigersrijtuigen, vijf goederenwagons en één gesloten wagon erbij. De stoomtrams legden tussen Brussel en Edingen een traject van 228.057 km per jaar af.

### Leerbeek

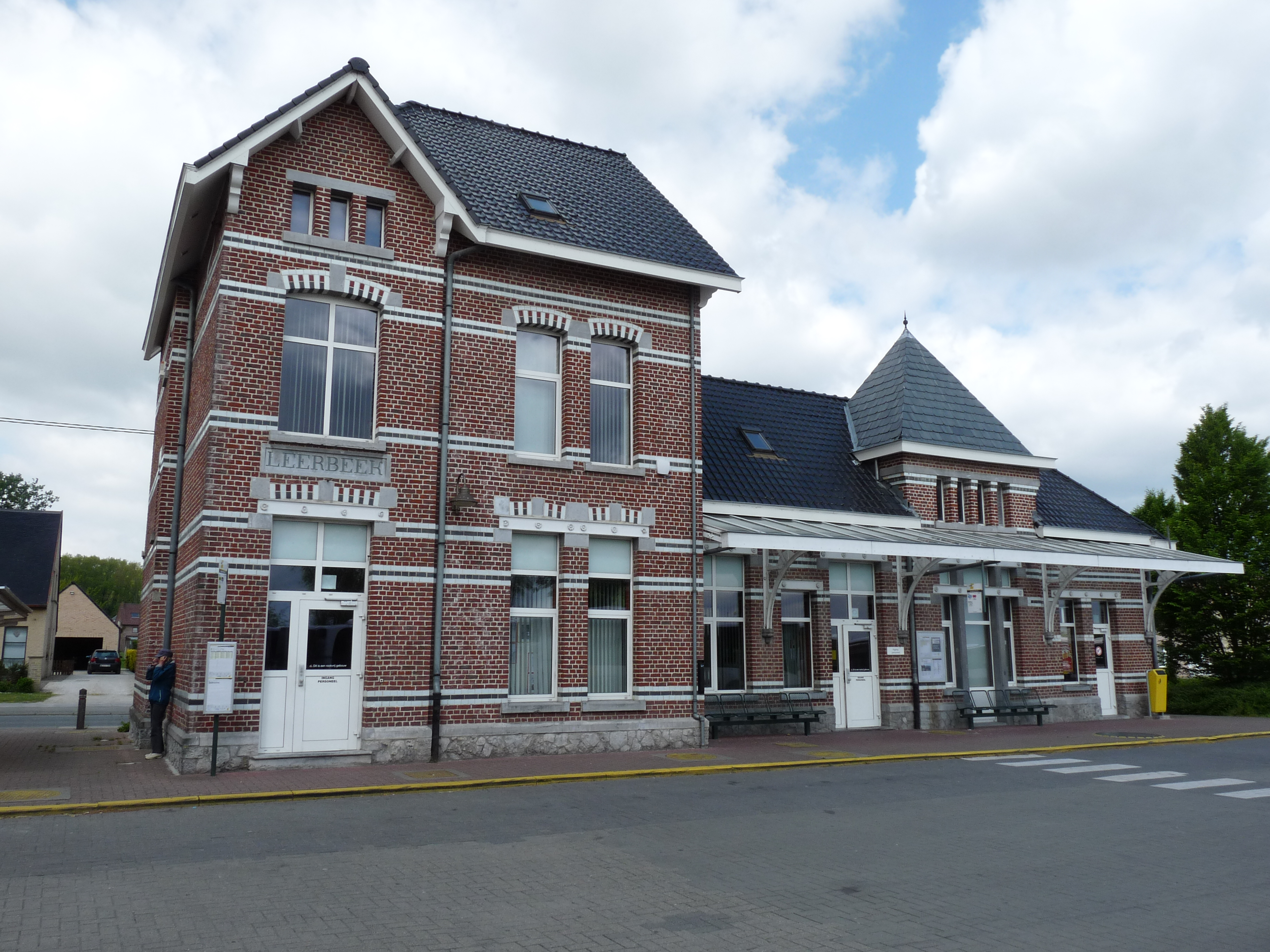
Stelplaats te Leerbeek

In 1906 werden te Leerbeek twee vertakkingen geopend. Enerzijds naar Halle (Vlaams-Brabant) en anderzijds naar Ninove. Een traject van ruim 27 kilometer lang. In dit jaar werd te Leerbeek het stationsgebouw met bijhorende stelplaats opgetrokken.

### Elektrificatie
Een eerste elektrificatie tussen het Rouppeplein en het Rad werd geweigerd, maar in 1909 toch gerealiseerd. De provincie Brabant, de gemeenten Anderlecht en Lennik vroegen jaren later, de elektrische trams te exploiteren tot Lennik en Leerbeek. De NMVB, die na de WOI de exploitatie van de tramlijn over nam, stond hier eerder afwijzend tegen over. Men moest geduld hebben tot in 1931, voordat de lijn tot in Lennik werd geëlektrificeerd. De elektrische en dieseltrams kregen in 1932 een ruimer depot en eindpunt in hoofdstelplaats in Leerbeek.

### Structuurhervorming
De eerste tramlijnen die verdwenen, waren de niet geëlektrificeerde lijn tussen Leerbeek-Edingen op 25 februari 1959 en vervolgens op 28 maart 1959 de lijn Leerbeek-Ninove. De spoorautodienst werd vervangen door autobussen.
Tramlijn H (Leerbeek-Halle) eindigde op 16 september 1966 en werd eveneens vervangen door autobussen.
De eerste Pajotse tramlijn L werd de langst blijvende ten zuidwesten van Brussel. Ook deze lijn had haar belang verloren en de frequentie was verminderd. Een bus zou de dorpen Vlezenbeek en Gaasbeek beter kunnen bedienen. Op 1 september 1972 namen honderden mensen afscheid van 'de Lennik'.

## Overzicht tramlijnen Leerbeek
De vier tramlijnen van Leerbeek zijn ooit uitgetekend. Ook de lijnen Ni (Brussel-Ninove) en H (Brussel-Halle) zijn terug te vinden op deze kaart.
Hieronder is een overzicht te vinden over het ontstaan, de elektrificatie en het einde van de 4 tramlijnen van Leerbeek.
| Brussel-Leerbeek | Brussel-Leerbeek             | Brussel-Leerbeek           | Brussel-Leerbeek  | Brussel-Leerbeek | Brussel-Leerbeek        | Brussel-Leerbeek        |
| Lijn             | Van                          | Naar                       | Geopend           | Elektrificatie   | Laatste goederenvervoer | Laatste personenvervoer |
| ---------------- | ---------------------------- | -------------------------- | ----------------- | ---------------- | ----------------------- | ----------------------- |
|                  | Brussel Rouppeplein          | Grondwetplein (Sint-Gillis | 28 juni 1891      | 25 november 1909 |                         | 1 september 1972        |
| Grondwetplein    | Onderwijsstraat (Anderlecht) | 28 juni 1891               | nee               |                  | 25 november 1909        |                         |
| L                | Onderwijsstraat              | Kuregem                    | 1 februari 1888   | nee              |                         | 25 november 1909        |
| L                | Kuregem                      | Het Rad                    | 1 februari 1888   | 25 november 1909 | 1 juni 1960             | 1 september 1972        |
| L                | Het Rad                      | Sint-Kwintens-Lennik       | 1 februari 1888   | 28 december 1931 | 1 juni 1960             | 1 september 1972        |
| L                | Sint-Kwintens-Lennik         | Leerbeek                   | 22 september 1888 | 27 maart 1932    | 1 juni 1960             | 1 september 1972        |

| Leerbeek-Edingen | Leerbeek-Edingen | Leerbeek-Edingen | Leerbeek-Edingen  | Leerbeek-Edingen | Leerbeek-Edingen        | Leerbeek-Edingen        |
| Lijn             | Van              | Naar             | Geopend           | Elektrificatie   | Laatste goederenvervoer | Laatste personenvervoer |
| ---------------- | ---------------- | ---------------- | ----------------- | ---------------- | ----------------------- | ----------------------- |
| 291              | Leerbeek         | Edingen          | 22 september 1888 | nee              | 13 oktober 1958         | 25 februari 1959        |

| Leerbeek-Halle | Leerbeek-Halle | Leerbeek-Halle | Leerbeek-Halle  | Leerbeek-Halle | Leerbeek-Halle          | Leerbeek-Halle          |
| Lijn           | Van            | Naar           | Geopend         | Elektrificatie | Laatste goederenvervoer | Laatste personenvervoer |
| -------------- | -------------- | -------------- | --------------- | -------------- | ----------------------- | ----------------------- |
| H              | Leerbeek       | Halle          | 1 augustus 1905 | 22 maart 1953  | 30 september 1960       | 16 september 1966       |

| Leerbeek-Ninove | Leerbeek-Ninove    | Leerbeek-Ninove     | Leerbeek-Ninove  | Leerbeek-Ninove  | Leerbeek-Ninove         | Leerbeek-Ninove         |
| Lijn            | Van                | Naar                | Geopend          | Elektrificatie   | Laatste goederenvervoer | Laatste personenvervoer |
| --------------- | ------------------ | ------------------- | ---------------- | ---------------- | ----------------------- | ----------------------- |
| 287             | Leerbeek           | Oetingen            | 14 april 1906    | nee              | 1 juni 1959             | 28 maart 1959           |
| 287             | Oetingen           | Vollezele           | 8 september 1906 | nee              | 1 juni 1959             | 28 maart 1959           |
| 287             | Vollezele          | Ninove (Burchtdam)  | 22 mei 1907      | nee              | 1 juni 1959             | 28 maart 1959           |
| 287             | Ninove (Burchtdam) | Ninove (Denderkaai) | 19 februari 1913 | 31 december 1933 | 1 juni 1959             | 28 juni 1968            |

## Herinnering 50 jaar laatste tram
Op 10 en 11 september 2022 organiseerde de heemkundige kring van Gooik en buurtspoorwegmuseum Schepdaal elk een evenement in teken van 50 jaar laatste tram. In het enige overgebleven Belgische buurtspoorwegstation te Schepdaal was er een fototentoonstelling, lezingen over de lijn Brussel-Leerbeek, een erfgoedbeurs met aanwezigheid van tram-, bus- en modelspoorverenigingen en de feestelijke inhuldiging van de gerestaureerde tram SE 9983.
Op de historische stelplaats van Leerbeek waren nostalgische bussen aanwezig. Een tentoonstelling stond opgesteld. Tussen Leerbeek en Schepdaal reed een shuttledienst van historische streekbussen.
De tentoonstelling uit Leerbeek kende een vervolg tussen 17 en 25 september 2022 in plattelandscentrum Paddenbroek te Gooik. Het vervolg had vooral aandacht aan de 4 tramlijnen uit Leerbeek met onder andere diorama's, schaalmodellen, fotowall, objecten en interactie.
Het evenement is gebundeld op de website 50 jaar laatste tram. Hier zijn onder andere foto's, verhalen, en kaarttramroutes terug te vinden. Onder tramsite Schepdaal worden verhalen van Pierre Dedobbeleer uitgelicht.